# Herforder Wallanlage

Die Wallanlage umschließt die roten Bereiche Altstadt, Neustadt und Radewig

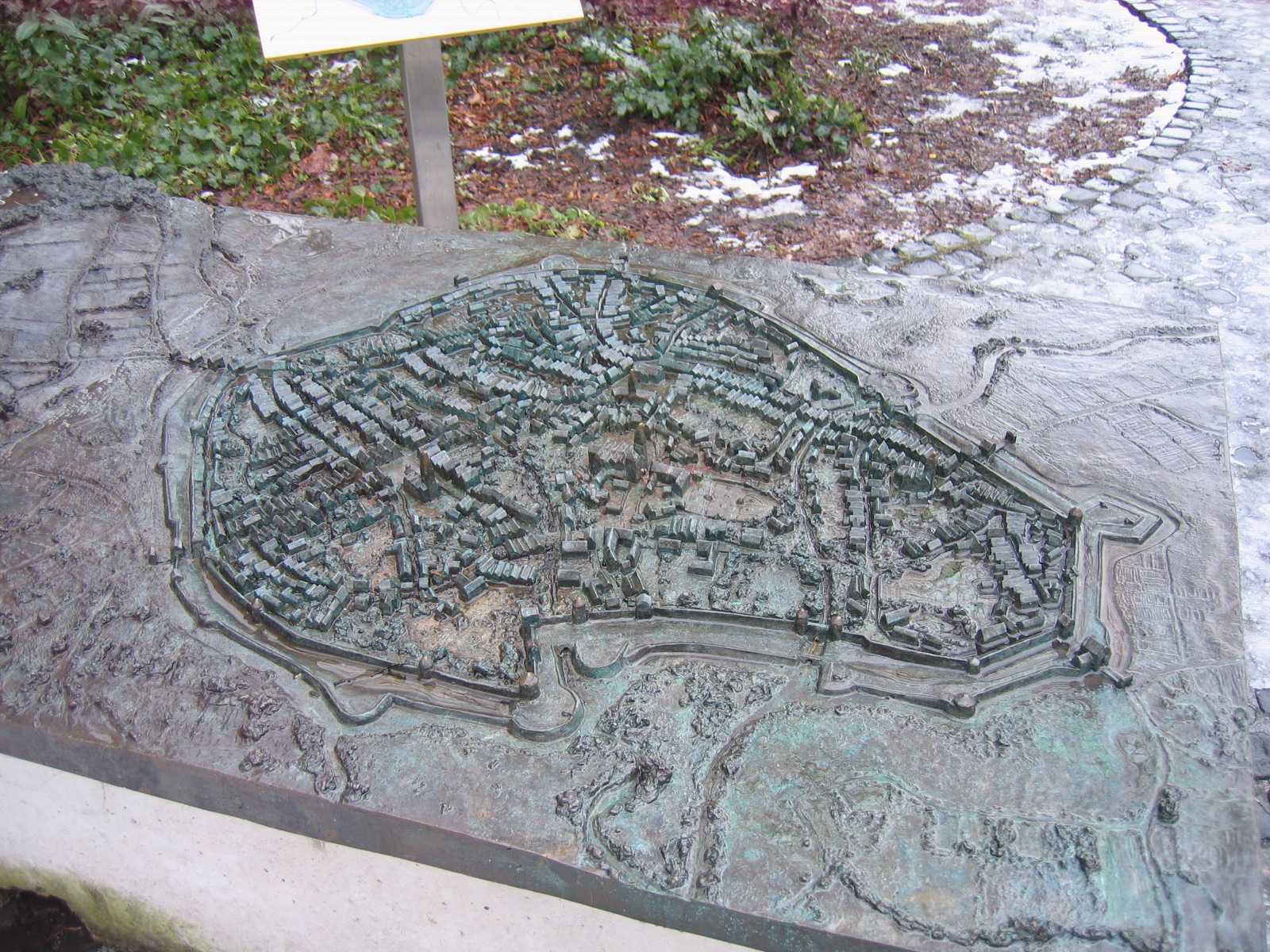
Der Wall und die Stadtmauer Mitte des 17. Jahrhunderts

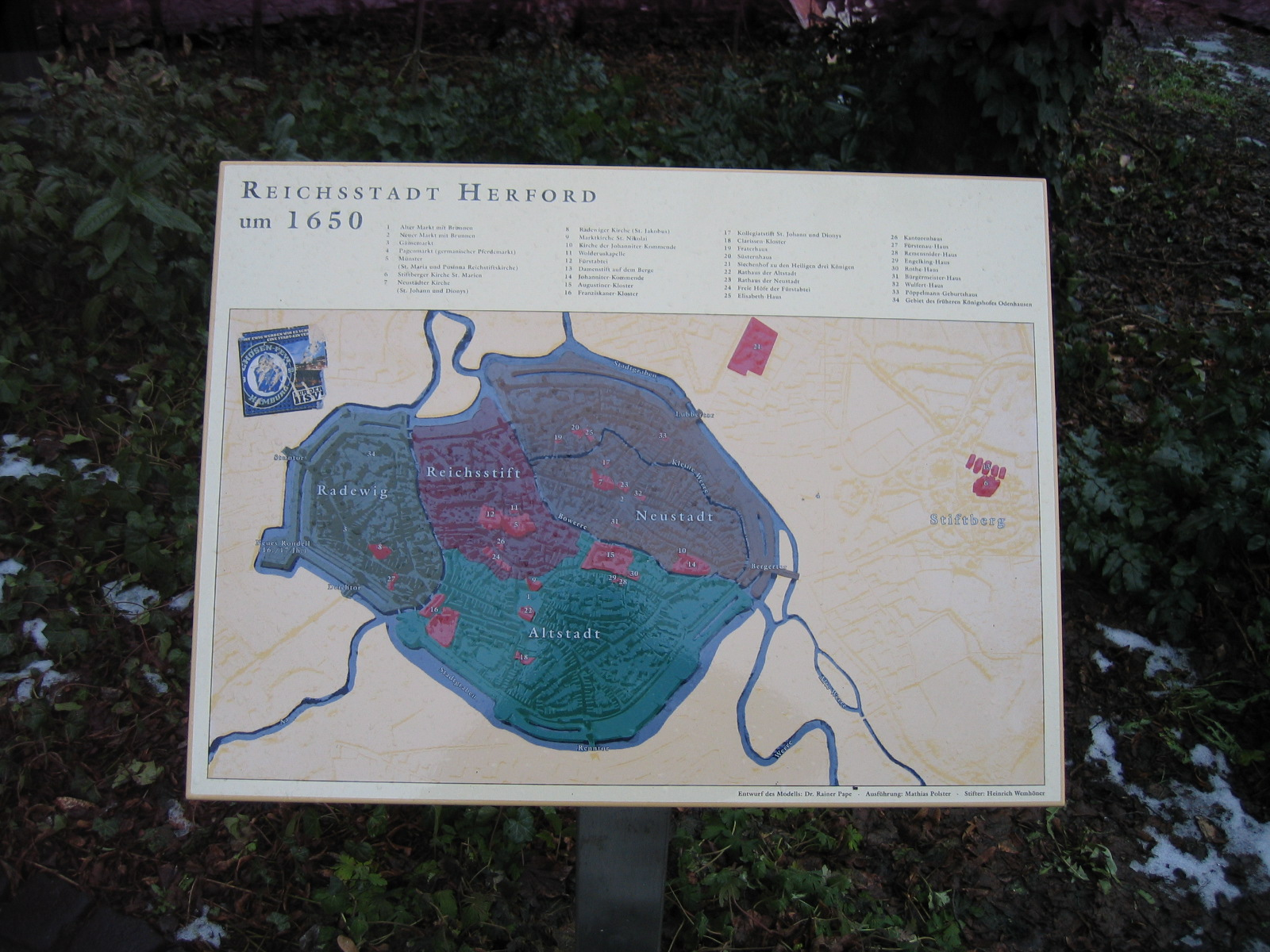
Die Wallanlage um 1650

Die Herforder Wallanlage ist eine der wenigen erhaltenen mittelalterlichen Stadtumgänge in Deutschland. Sie umschließt die Innenstadt, die aus den Stadtvierteln Altstadt, Neustadt und Radewig besteht. Entlang der 3,5 Kilometer langen Wallanlage verlief seit dem 13. Jahrhundert die Herforder Stadtbefestigung. Die Wälle sind weitgehend mit Ein- und Zweifamilienhäusern und mit einzelnen Villen bebaut. Weitere bedeutende Gebäude werden in den einzelnen Wallabschnitten erwähnt. Von Norden im Uhrzeigersinn besteht die Wallanlage aus folgenden Teilen:
Wilhelmsplatz Lübbertorwall, Bergertorwall, Pöppelmannwall, Unter den Linden, Deichtorwall, Steintorwall und Schulwall.
An fünf Stellen der Wallanlage beziehungsweise der Stadtbefestigung befanden sich die fünf Herforder Stadttore Lübbertor, Bergertor, Renntor, Deichtor und Steintor. Die Bezeichnungen für die Örtlichkeiten haben sich auch nach Abriss der Tore erhalten. An den Stadttoren beginnen jeweils die wichtigsten Herforder Ausfallstraßen. Am Lübbertor beginnt die Mindener Straße, am Bergertor die Salzufler Straße, am Renntor die Ahmser Straße, am Deichtor die Bielefelder Straße und am Steintor die Engerstraße.

## Geschichte

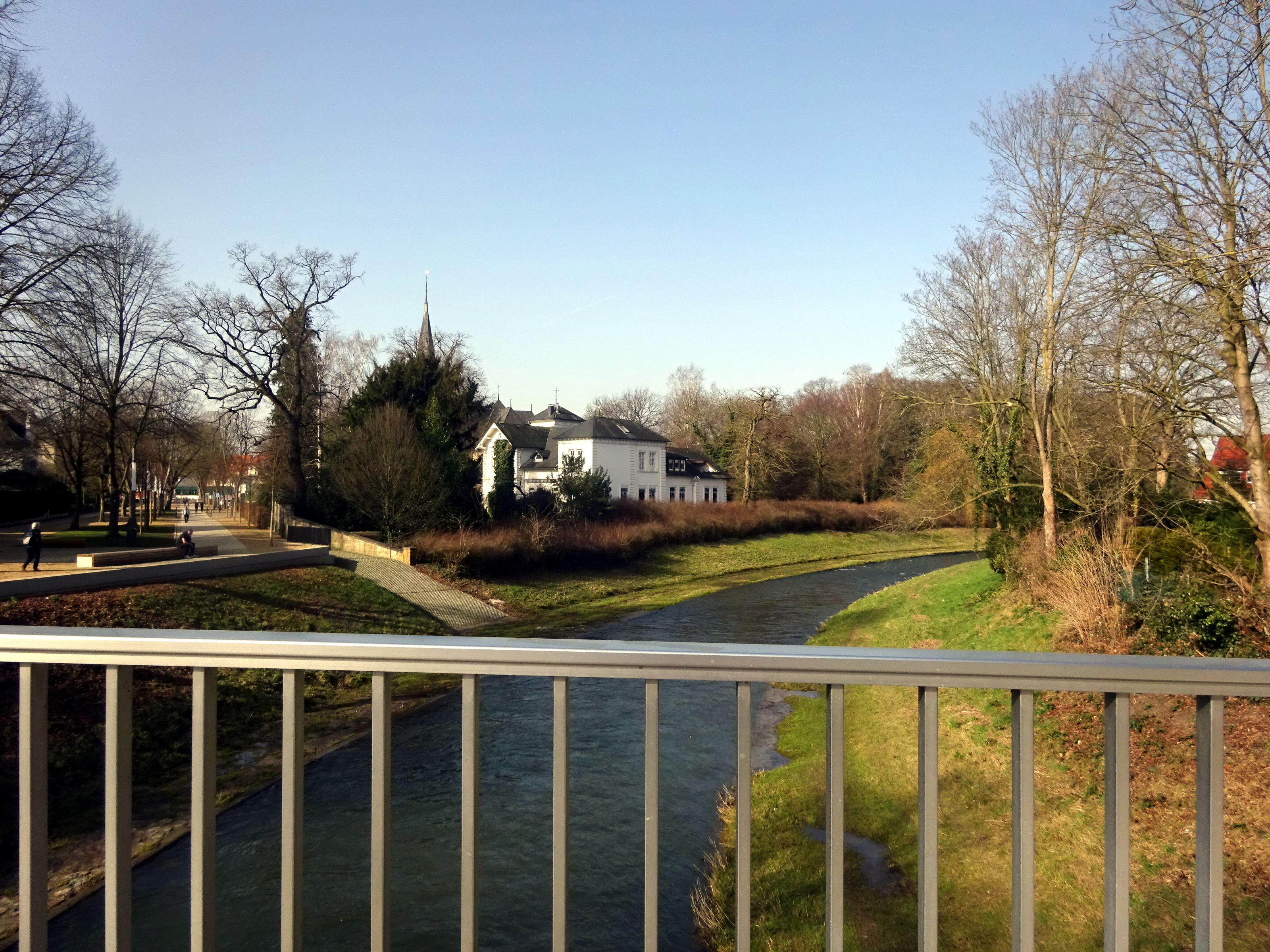
Blick von der Fußgängerbrücke am Lübbertorwall über die Werre. Links ist der nördliche Teil des Wilhelmsplatzes zu sehen (2021).

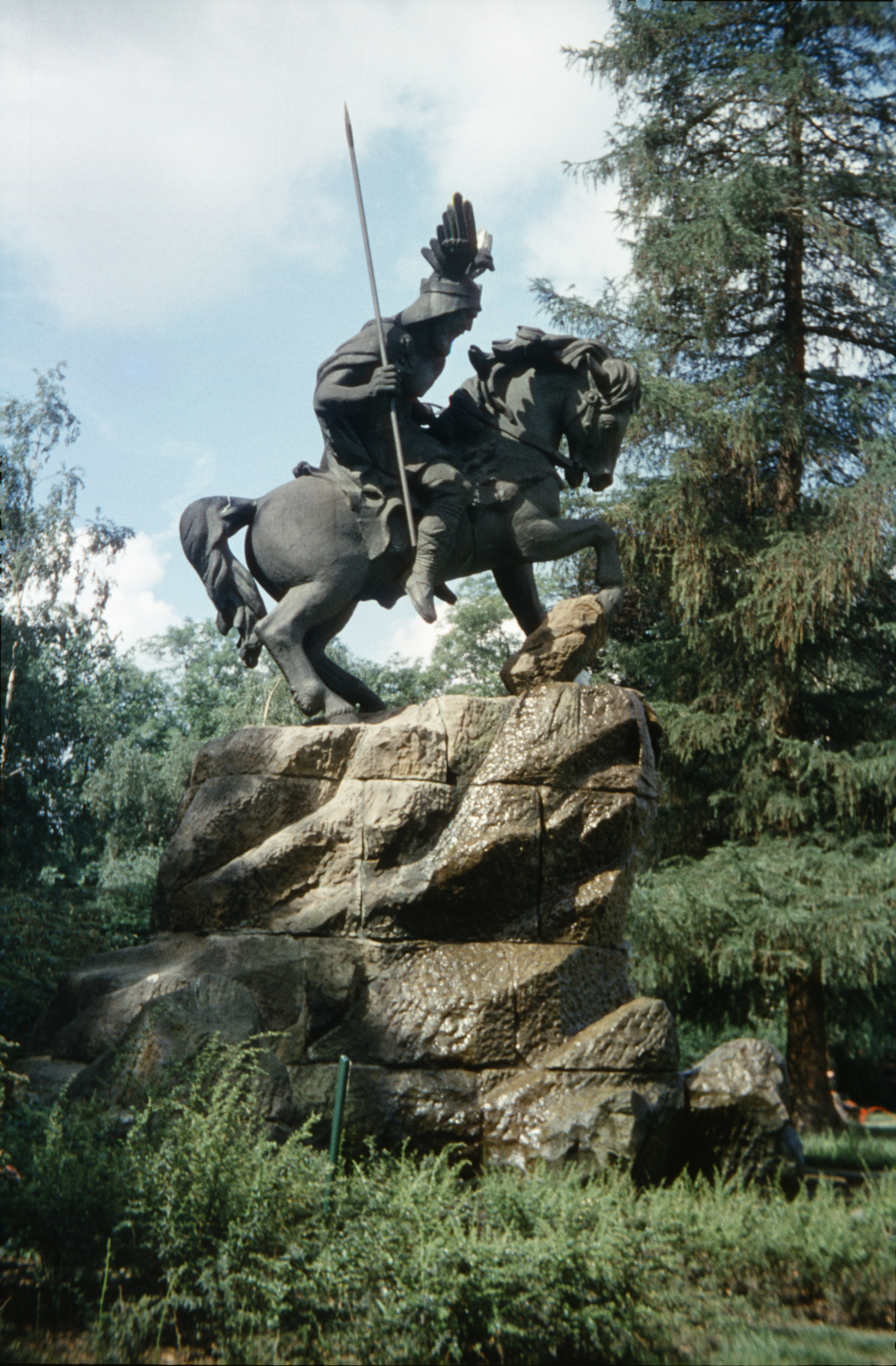
Wittekinddenkmal auf dem Wilhelmsplatz (1967)

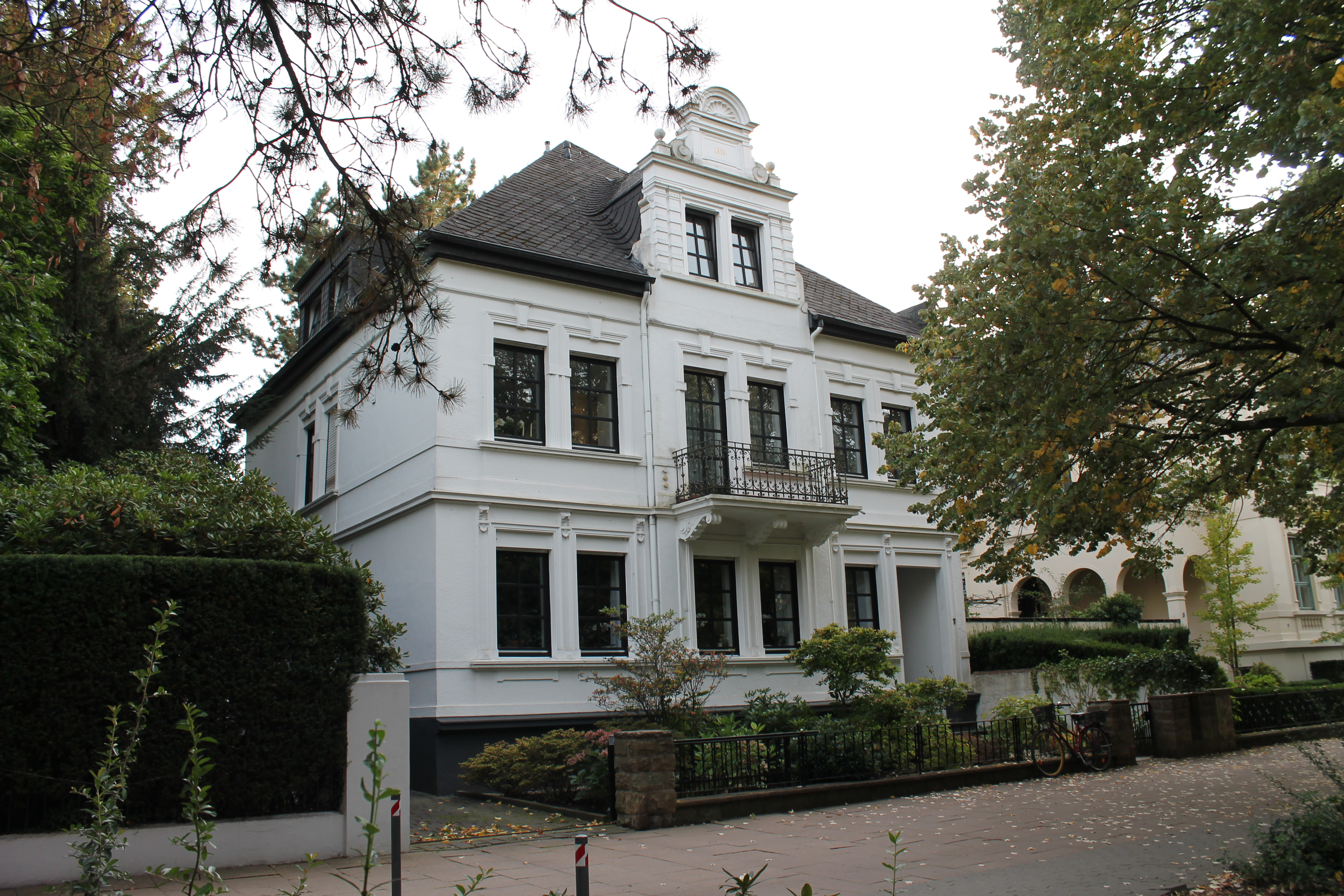
Wilhelmsplatz 7 (2011)

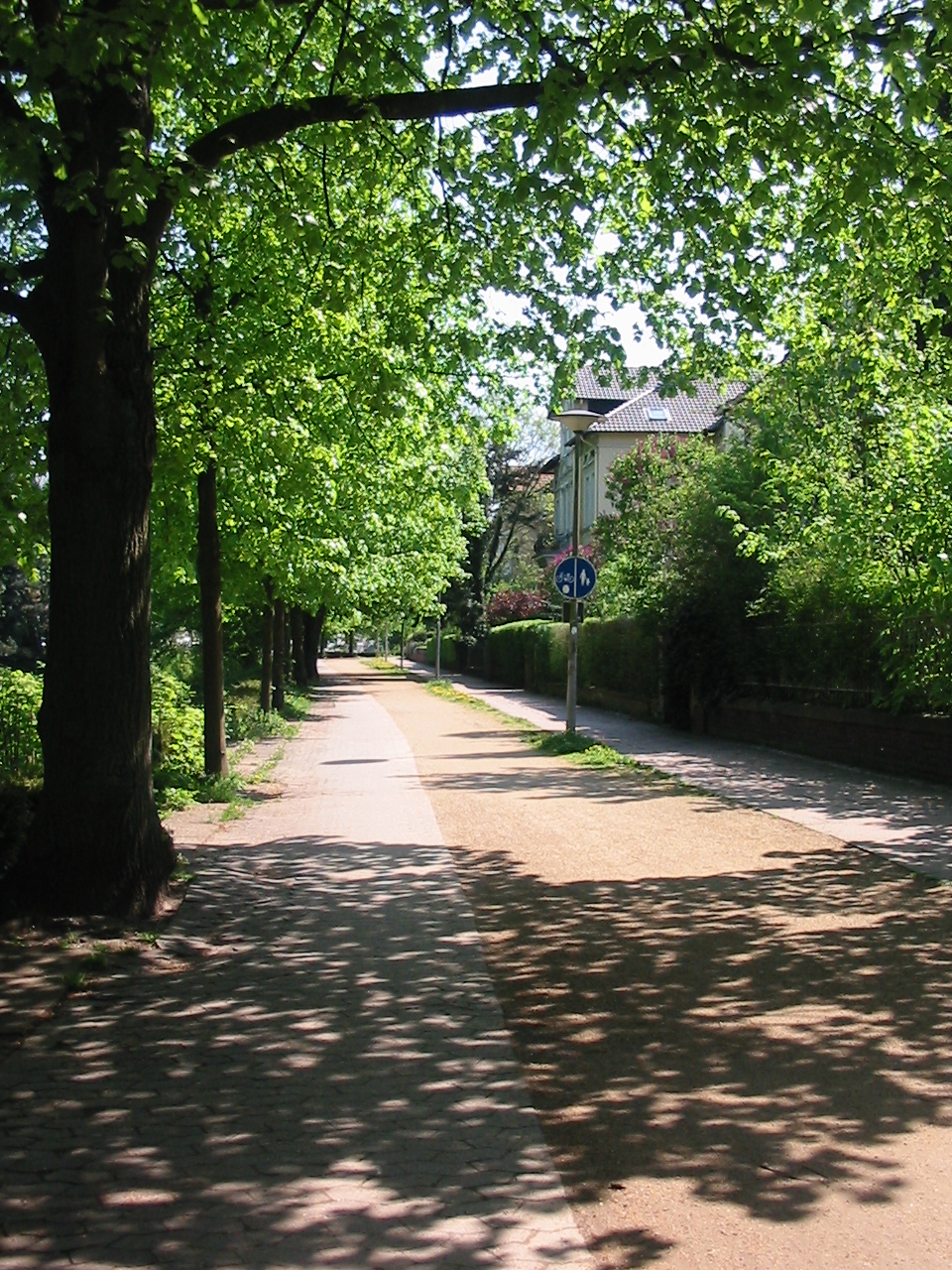
Lübbertorwall (2005)

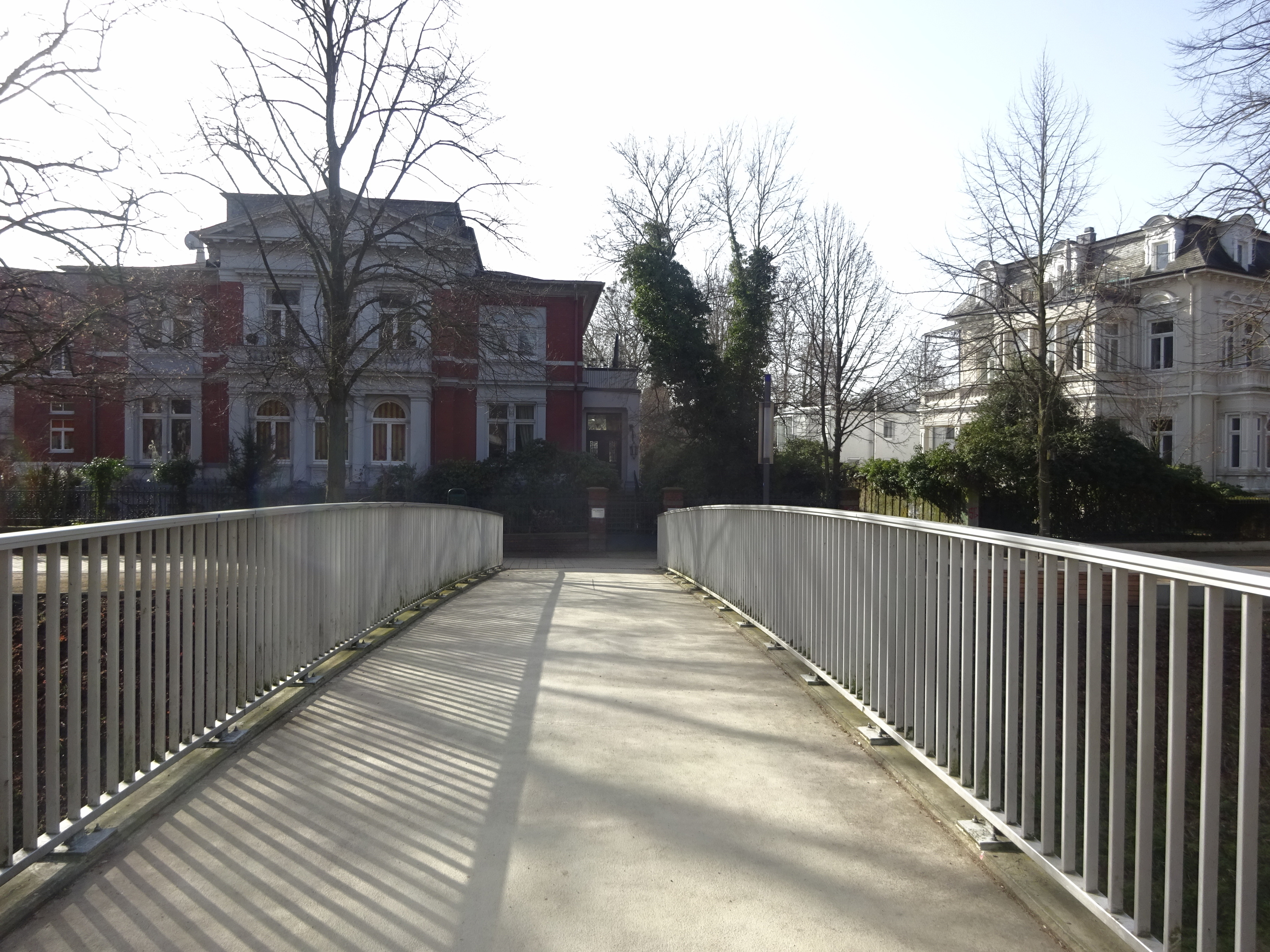
Fußgängerbrücke zwischen Lübbertorwall und Werregärten (2021)

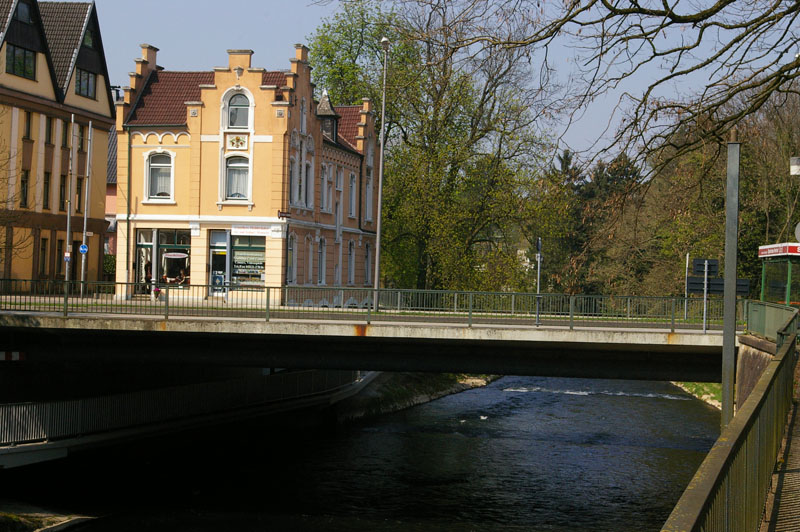
Lübbertorbrücke über die Werre, links die Lübberstraße, rechts die Mindener Straße (2008)

Ursprünglich befand sich im Bereich der Wälle die in der ersten Hälfte des 13. Jahrhunderts errichtete Herforder Stadtmauer und außen davor ein Stadtgraben. Während im 14. Jahrhundert ein zweiter Stadtgraben gebaut wurde, ist der erste Stadtgraben zwischenzeitlich komplett verfüllt. Obwohl zwei Flüsse durch die Stadt flossen, wurden alle Stadtgräben künstlich angelegt. Die Werre, die heute parallel zum Bergertor- und Lübbertorwall fließt, hatte damals einen anderen Verlauf. Sie wurde als Stadtgraben entlang der beiden Wälle um die Stadt herum angelegt. Am Mündungsdelta der Aa, teilte sich die Werre ursprünglich in mehrere Arme, insbesondere die Bowerre und die Kleine Werre. Beide, Werre und Aa, wurden im Mittelalter als Stadtgraben in die Stadtbefestigung einbezogen und dabei zusätzlich geteilt; während Bowerre und Kleine Werre quer durch die Herforder Neustadt flossen, wurde die (kanalisierte) Werre außen herumgeleitet. Kleine Werre und Bowerre wurden nach dem Zweiten Weltkrieg zugeschüttet, so dass vom Bergertor bis zur Aa-Mündung heute nur noch der künstliche Werre-Kanal existiert.
Erhalten geblieben ist der Stadtgraben am Deichtor- und Steintorwall. Am Deichtor zweigt er von der Aa ab und im Bereich des Steintorwalls mündet er wieder in die Aa.
Mitte des 17. Jahrhunderts hatte Herford seine stärkste militärische Befestigung. Sie bestand aus einer sechs bis acht Meter hohen Stadtmauer, in die die 14 Türme und ein gutes Dutzend Bastionen und Rondelle integriert waren. Außerdem gab es den komplett die Stadt umfließenden, teilweise doppelten Stadtgraben mit den fünf Mehrtoranlagen (Stadttoren) und ihren Brücken.
Nach dem Dreißigjährigen Krieg (1680–1648) verfielen die Verteidigungsanlagen und Teile der Stadtmauer wurden abgebrochen. Während ein Teil des Walls verpachtet wurde, blieben die Stadttore und Stadtgräben erhalten. 1765 wurde der Wall an 14 Herforder Bürger verkauft. Lediglich der Bereich zwischen Lübber- und Bergertor blieb als Exerzierplatz der Garnison im städtischen Besitz. Nachdem die Stadtmauer von der Stadt Stück für Stück meistbietend verkauft worden war, wurde diese von den Käufern abgebrochen. Lediglich an der Mühlengasse ist ein kleines Stück der Stadtmauer erhalten. In der Kleinen Mauerstraße und der Renntorwallstraße sind einige Gebäude der Mauerbebauung erhalten.
Auch nachdem die mittelalterliche Stadtmauer verkauft und abgebrochen wurde, blieben die fünf Stadttore und die Stadtgräben noch als Abgrenzung und Schutz zwischen der Innenstadt und den Feldmarken erhalten. In den dort errichteten Torwärterhäusern lebten und arbeiteten Zöllner, die bis 1854 Zölle und Chausseegelder einzogen. Danach wurden die Fachwerkgebäude und die immer mehr verfallenden Toranlagen abgebrochen. Lediglich die Brücken erinnern noch an die alte Stadtbefestigung.
Ab 1870 wurden die Wälle zu Promenaden umgestaltet. Dabei engagierte sich überwiegend der kurz zuvor gegründete Verschönerungsverein. Im Rahmen des Einbaus von Wasserleitungen wurden die Wallanlagen Ende des 19. Jahrhunderts noch einmal instand gesetzt. Seit 2006 wird der Wall in einzelnen Bauabschnitten umgestaltet.

## Einzelne Abschnitte

### Wilhelmsplatz
Der Wilhelmsplatz ist eine Grünanlage innerhalb der Herforder Wallanlagen. Der Bereich wurde ab 1870 erschlossen und 1885 nach dem damaligen deutschen Kaiser Wilhelm I. benannt. Der nördliche Bereich und ein Teil auf der Südseite des Wilhelmsplatzes ist bebaut und mit Fahrzeugen von der Schillerstraße aus zu erreichen. Unter anderem steht dort das Gebäude des Berufskollegs am Wilhelmsplatz und des Studienzentrums der Hamburger Fernhochschule. In diesem Bereich zweigt nach Norden die Augustastraße ab.
Am östlichen Ende geht der Wilhelmsplatz in den Lübbertorwall über, der nur für Fußgänger und Radfahrer freigegeben ist. In diesem Bereich stehen südlich des Wilhelmsplatzes Häuser und auf der Nordseite die Petrikirche, die einzige evangelisch-reformierte Kirche der Stadt Herford.
Im südlichen Teil des Wilhelmsplatzes steht das Wittekinddenkmal, das den Widersacher Karls des Großen Widukind auf einem Pferd sitzend darstellt. Das Reiterstandbild stellt das Quellwunder dar, nach dem sich Widukind christlich taufen ließ. Als sein Pferd nämlich beim Ritt durch das Wiehengebirge scharrte und eine Quelle hervortrat, sah Widukind dieses als Zeichen an, sich zum Christentum zu bekennen.
Die Südseite des Wilhelmsplatzes bildet die Wilhelm-Oberhaus-Schule. Daneben führt ein Weg zur Berliner Straße und in die Innenstadt.
Im Haus Wilhelmsplatz 7 soll der sogenannte Wunderheiler Bruno Gröning im Jahre 1949 angeblich einen unheilbar kranken Jungen geheilt haben.
In den Jahren 2019 und 2020 wurde der Wilhelmsplatz grundlegend umgestaltet.

### Lübbertorwall und Lübbertor
Der Lübbertorwall verläuft zwischen dem Wilhelmsplatz und dem Lübbertor südlich der Werre. Die Südseite des Walls, der nur für Füßgänger und Radfahrer freigegeben ist, ist bebaut. Seit 1973 verbindet eine Fußgänger- und Fahrradbrücke den Lübbertorwall mit den nördlich der Werre gelegenen Werregärten und dem Friedrichs-Gymnasium. Eine private Brücke, die sich seit 1900 in diesem Bereich befand, wurde vom Februarhochwasser 1946 mitgerissen.
Am Lübbertor stand eines der Herforder Stadttore, wo in Richtung Innenstadt die Lübberstraße beginnt und stadtauswärts die 1964/1965 mit vier Fahrstreifen neugebaute Lübbertorbrücke die Werre überquert. Seit 1975 verläuft unter der Straße eine Fußgängerunterführung. Die heutige Mindener Straße führte früher einmal zum Gelände des sächsischen Hofes Libbere, der um 1225 in die Stadt verlegt wurde. Er befand sich vermutlich im Bereich des Schulhofes der heutigen Wilhelm-Oberhaus-Schule. Nach dem Hof sind die Lübberstraße, der Lübbertorwall und das Lübbertor benannt.
Der Lübbertorwall wurde letztmals in den Jahren 2016 und 2017 saniert. 2019 wurden im Zusammenhang mit der Sanierung der Wallanlagen Reste eines im 16. Jahrhundert errichteten und im 18. Jahrhundert abgebrochenen Teils der Herforder Stadtbefestigung freigelegt.

### Bergertorwall und Bergertor

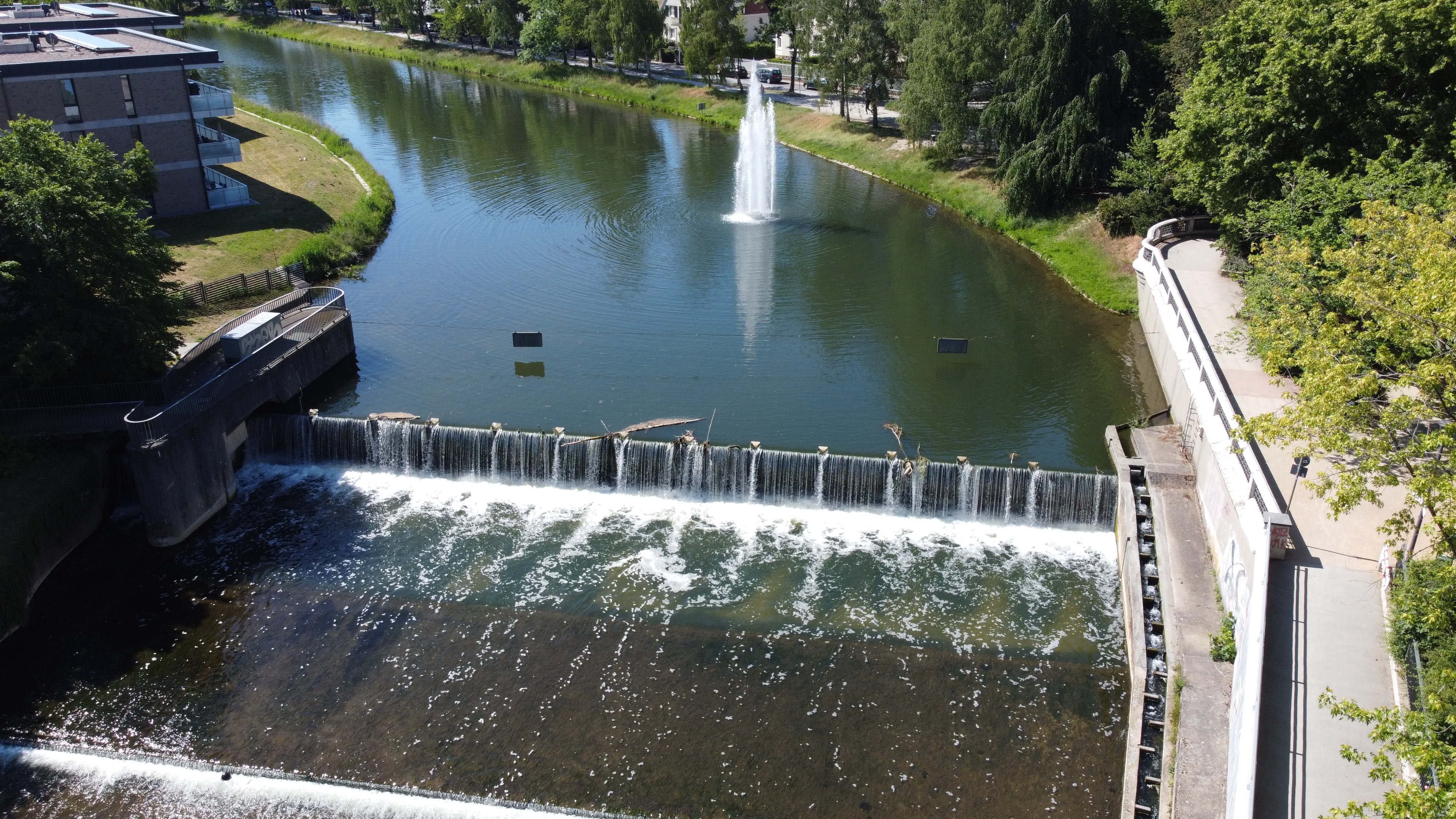
Die Werre am Bergertor (2020)

Zwischen Lübbertor und Bergertor verläuft entlang der Werre der Bergertorwall, der ähnlich wie der Lübbertorwall in den Jahren 2016 und 2017 saniert und umgestaltet wurde. Er ist ebenfalls auf der Südseite bebaut und nur für Fußgänger und Radfahrer freigegeben.
Das Bergertor, eines der fünf ehemaligen Herforder Stadttore, trägt diesen Namen, weil es zum Stiftberg führt. Vermutlich befand sich dort bereits vor dem Bau der ersten Brücke eine Furt durch die Werre und von Mitte des 13. Jahrhunderts bis 1969 lag in der Flussmitte eine Insel. Zwischen 1220 und 1250 wurden im Zusammenhang mit der Stadtbefestigung zwei Brücken über die beiden durch die Insel geteilten Werrearme gebaut, die danach mehrmals durch Hochwasser zerstört beziehungsweise beschädigt wurden. Zur Regulierung des Wasserstands wurde oberhalb der Brücken auf beiden Seiten der Insel jeweils ein Wehr gebaut. Während das eine ein feststehendes Überlaufwehr war, konnte bei dem anderen durch bewegliche Elemente (Schütze) der Wasserstand des Oberlaufs reguliert werden.
Nach dem Rückbau des Stadttors und des Zollhauses wurden die beiden hintereinander liegenden Brückenbögen infolge des zunehmenden Autoverkehrs im Jahr 1937 verbreitert. Ab 1969 wurde die Insel zurückgebaut und der östliche Werrearm verfüllt sowie der westliche Arm verbreitert. Anschließend wurden zwei parallel verlaufende Brücken mit zwei beziehungsweise vier Fahrstreifen gebaut, die 1972 freigegeben wurden.
Seit 1968 steht auf einer Grünanlage am Bergertor ein Kriegsopfer-Mahnmal. Diese Grünanlage wird Spatzenwiese oder Weddigenuferpark genannt (siehe Liste der Plätze in Herford). Die Spatzenwiese entstand, nachdem 1940 die Gebäude Bergertorstraße 2, 4 und 6 abgebrochen worden waren, um die Straße zu verbreitern. Ein nicht mehr vorhandener Weg am Gebäude Bergertorstraße 8/10 wurde 1955 nach „Spatz“ Hellweg benannt, einem stadtbekannten Oberamtsinspektor. Richard Hellweg, der 1902 in Herford geboren ist, wohnte seit 1933 im Haus Bergertorstraße 8/10. Als ein Schützenbruderstreich wurde an dem Weg das Straßenschild „Spatzenweg“ aufgestellt. Obwohl der Weg verschwunden ist, hat sich der Name Spatzenwiese für die Freifläche am Bergertor im Volksmund erhalten. Bis in die 1970er Jahre floss die Bowerre, die die Grenze zwischen der Altstadt und der Neustadt markierte, durch die Spatzenwiese. Zwischen 1969 und 1976 wurden die meisten Teilstücke der Bowerre trockengelegt und zugeschüttet. Seitdem ist auf der Spatzenwiese nur noch die Brücke vorhanden, unter der die Bowerre floss, die an dieser Stelle von der Werre abzweigte.
Gegenüber von der Spatzenwiese befand sich auf der anderen Seite der Werre bis 1956 die private Herforder Badeanstalt und daneben gab es einen Bootsverleih.
Am 30. Oktober 2010 wurden zwei Pylone, die sogenannten Safety Cones des Künstlers Dennis Oppenheim im Kreuzungsbereich am Bergertor aufgestellt. Der weitläufige Kreuzungsbereich war nach dem Bau der neuen Bergertorbrücken Anfang der 1970er Jahre entstanden.

### Pöppelmannwall und Renntor

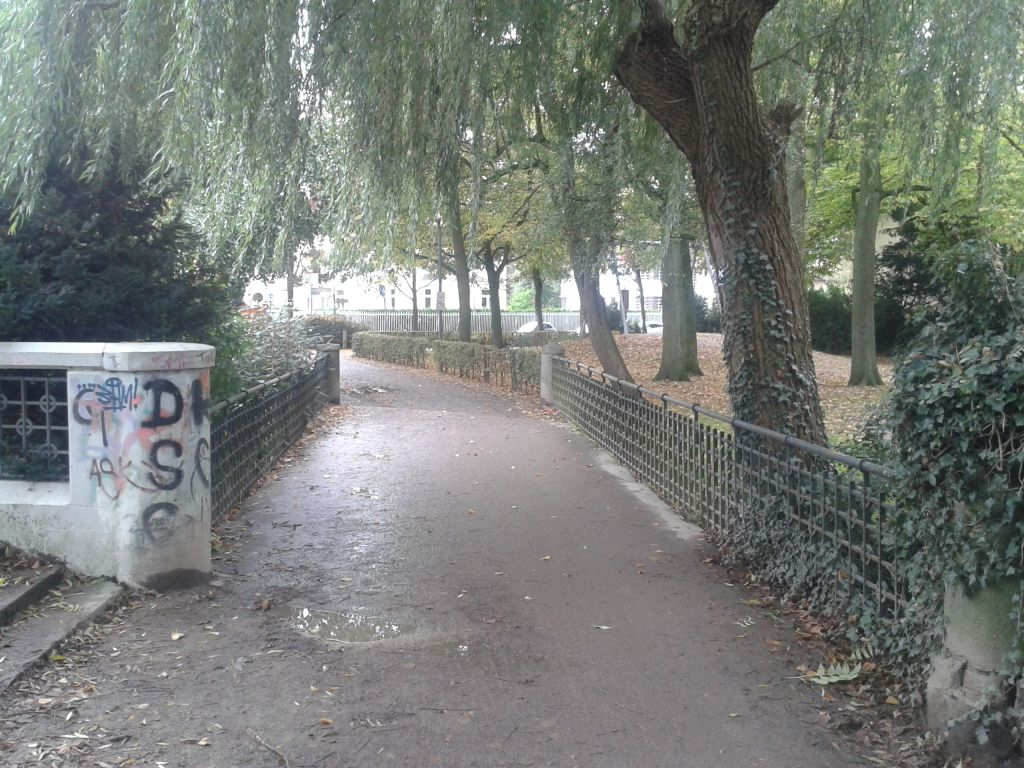
Verbindungsweg zwischen Bergertorwall und Pöppelmannwall (2017)

Über einen Fußweg, der parallel zur Werre entlang der Spatzenwiese verläuft, gelangt man zum Pöppelmannwall, und zum Weddigenufer, das weiter in Richtung Südosten parallel zur Werre verläuft. In Richtung Südwesten verläuft bis zum Renntor der Pöppelmanwall. Diesen Namen trägt das Wallstück erst seit 1955. Zunächst wurde es 1886 Renntorwallstraße benannt und um 1900 nur noch Renntorwall. 1912 wurde es in Kaiser-Friedrich-Wall umbenannt und 1936 erhielt der Wall den Namen Daniel-Pöppelmann-Wall, der dann 1955 in Pöppelmannwall verkürzt wurde. Der Wall wurde nach dem in Herford geborenen Erbauer des Dresdner Zwingers, Matthäus Daniel Pöppelmann benannt.
Im Bereich zwischen dem Weddigenufer und der Wiesestraße, die den Pöppelmannwall kreuzt, verläuft auf der Südostseite eine Straße, die von Anliegern mit Kraftfahrzeugen befahren werden darf. Auf der Nordwestseite ist ein relativ breiter Fuß- und Radweg, der von der Kraftfahrzeugstraße durch einen Baum- und Strauchstreifen getrennt ist. Beide Seiten des Pöppelmannwalls sind in diesem Bereich mit Wohnhäusern bebaut.
Zwischen der Wiesestraße und der Rennstraße hat der Wall etwa dieselbe Breite wie in dem vorgenannten Bereich, er ist aber nur für Radfahrer und Fußgänger zugelassen. Auf der Südseite stehen Wohnhäuser, die aber mit Fahrzeugen weitgehend von der südlich verlaufenden Gutenbergstraße erreichbar sind. Auf der Nordseite des Walls befinden sich die Rückseiten des Mathilden-Hospitals und eines Ärztehauses.
Am Pöppelmannwall unmittelbar hinter dem Mathilden-Hospital steht ein Kranefuß-Gedenkstein. Karl Kranefuß war von 1902 bis 1914 Vorsitzender des Verschönerungsvereins Herford e. V. Auf Veranlassung des Verschönerungsvereins wurde der Gedenkstein im Mai 1918 eingeweiht. Die Anlage bestand aus einem Findling, auf dem eine Bronzetafel befestigt war. Im Zweiten Weltkrieg verschwanden Stein und Platte spurlos. Die ursprüngliche Gedenktafel wurde, wie viele andere Metallteile, eingeschmolzen. Mitte der 1970er Jahre regten die Mitglieder des Verschönerungsvereins gemeinsam mit der Bürgerinitiative zur Erhaltung des charakteristischen Stadtbildes die Wiederbeschaffung der verlorenen Plakette an. Der neue, 1,30 m hohe Gneis wurde von einem Steinmetz beschafft und bearbeitet. Er befindet sich seit 1976 wieder mit der neuen Metalltafel unmittelbar hinter dem Mathilden-Hospital am Pöppelmann-Wall. Die Inschrift der Tafel lautet: Karl Kranefuß 1835–1914 ▪ Vorsitzender des Verschönerungs-Vereins Herford e. V. von 1902 bis 1914 ▪ Herford verdankt ihm die Anlage des Pöppelmann-Walls.
Der am 24. Februar 1835 in Lübbecke geborene Karl Kranefuß gründete am 9. Dezember 1863 mit einem Kompagnon die Zigarrenfabrik Kranefuß & Mier an der Mönchstraße, die sein Sohn Hermann nach seinem Tod übernahm. Sie erlosch 1928. Kranefuß setzte sich unter anderem für den Bau der Wallanlagen um die Innenstadt ein.
An der Rennstraße zwischen dem Pöppelmannwall und dem Wall Unter den Linden stand das Renntor. Daran erinnern der Rennplatz und die Rennstraße. Das Renntor, das 1804/1805 abgebrochen wurde, ist das einzige Stadttor, an dem sich kein Fluss und somit keine Brücke mehr befindet. In diesem Bereich unterquert eine Unterführung die Rennstraße, durch die Fußgänger und Radfahrer auf den Wall Unter den Linden gelangen können.

### Unter den Linden

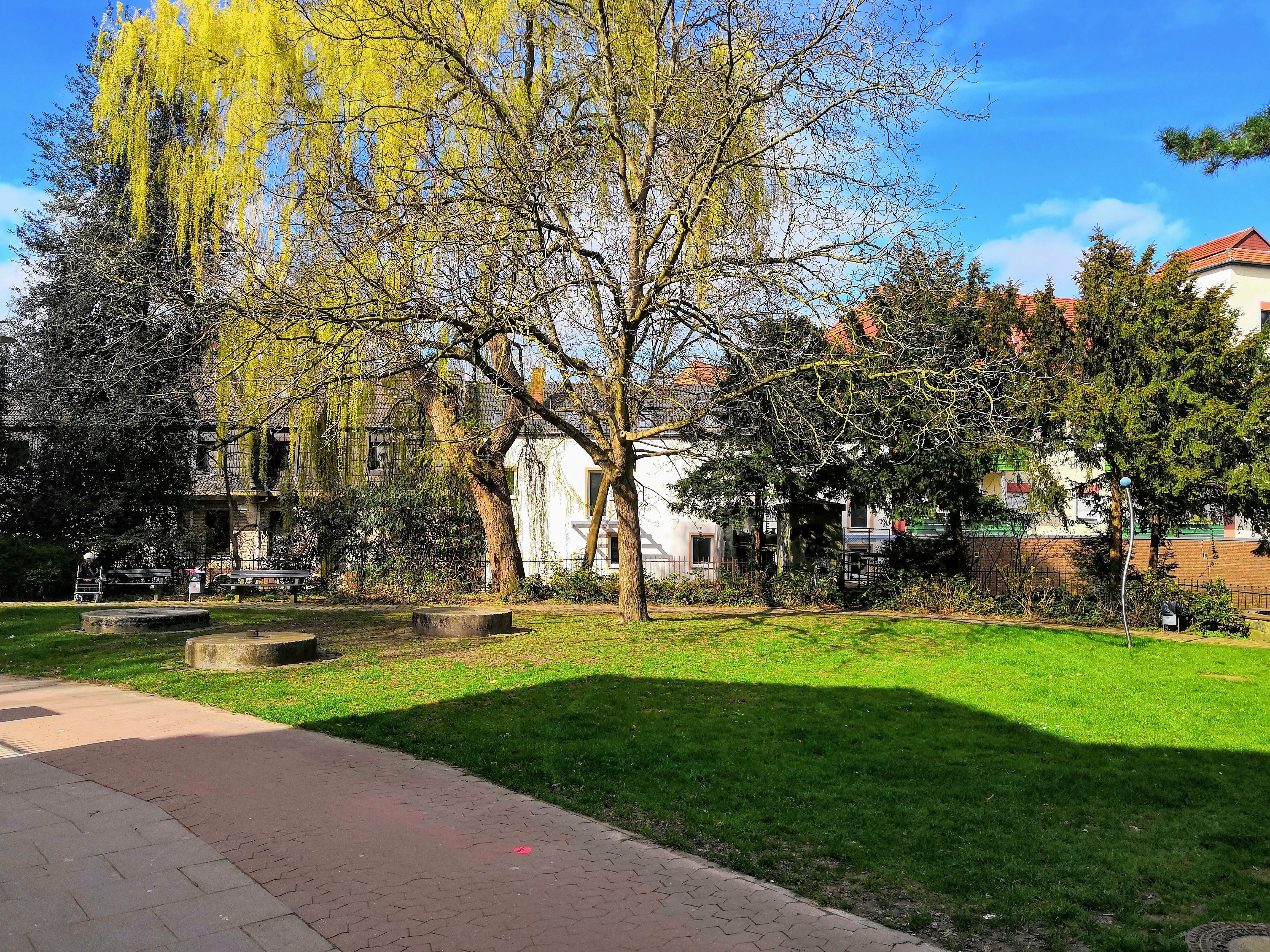
Bürgerplatz am Wehr (2019)

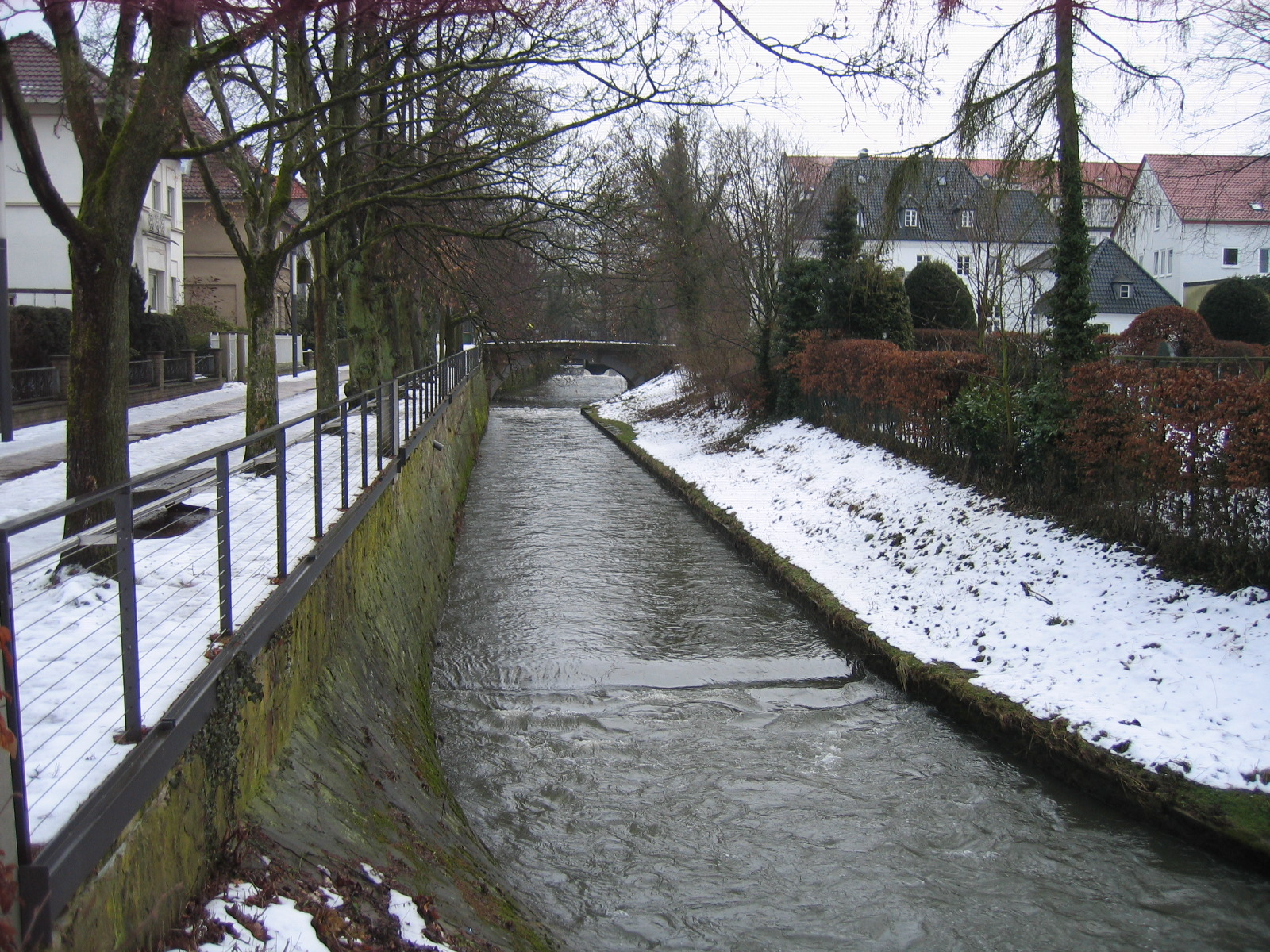
Stadtgraben mit Deichtorwall (2010)

Der Wall Unter den Linden, der von der Rennstraße bis zur Bielefelder Straße verläuft, kann in drei Teile aufgeteilt werden. Der Bereich zwischen der Rennstraße und der Friedhofstraße kann nur von Fußgängern und Radfahrern genutzt werden Er ist beidseitig bebaut, die Häuser können aber weitgehend von den nördlich und südlich parallel verlaufenden Straßen erreicht werden. In diesem Bereich befindet sich auch das Bürger- und Kulturzentrum Haus unter den Linden.
Zwischen der Friedhofstraße und der Waisenhausstraße verläuft der Fußweg auf der südwestlichen Seite, während die nordöstliche Seite mit Kraftfahrzeugen und Radfahrern befahren werden darf. Dazwischen verläuft ein Baum- und Strauchstreifen. Bis Mitte 2024 konnten die Fahrradfahrer den Fußweg auf der südwestlichen Seite mitbenutzen. Dieses ist seitdem nicht mehr erlaubt. Die Häuser, die dort stehen, können direkt vom Wall erreicht werden. Im Jahre 2023 wurde der Abschnitt zwischen der Rennstraße und der Waisenhausstraße erneuert.
Von der Waisenhausstraße bis zur Bielefelder Straße besteht das Wallstück wieder nur aus einem Fuß- und Radweg. Direkt hinter der Waisenhausstraße liegt nordöstlich des Walls der Bürgerplatz am Wehr, der im Jahr 2012 nach dem sich dort in der Aa befindlichen Radewiger Wehr benannt wurde. Kurz dahinter überquert die Hertabrücke oberhalb des Radewiger Wehrs die Aa. Die Fußgänger- und Fahrradbrücke wurde Ende des 19. Jahrhunderts errichtet, um die auf der alten Stadtbefestigung verlaufende Wallpromenade als Spazierweg zu erschließen. Parallel zu dem restlichen Wallstück verläuft südwestlich davon der Stadtgraben, der im Bereich der Hertabrücke links von der Aa abzweigt. Benannt wurde die Hertabrücke nach der Tochter des damaligen Kreisbaumeisters Ernst Grote, die 1890 in Angora (heute Ankara) geboren wurde und Lehrerin an der Herforder Töchterschule war. Sie starb 1911. Die Brücke ist eine auf Bruchsteinen ruhende Eisenkonstruktion mit Jugendstilcharakter und Holzbeplankung. Im Jahr 2006 wurde sie von Grund auf renoviert. Nordöstlich des Wallstücks zwischen der Hertabrücke und der Bielefelder Straße ist jenseits der dort stehenden Häuser an der Mühlengasse das letzte Stück der ursprünglich etwa 3,5 Kilometer langen Stadtmauer erhalten.

### Deichtorwall und Deichtor

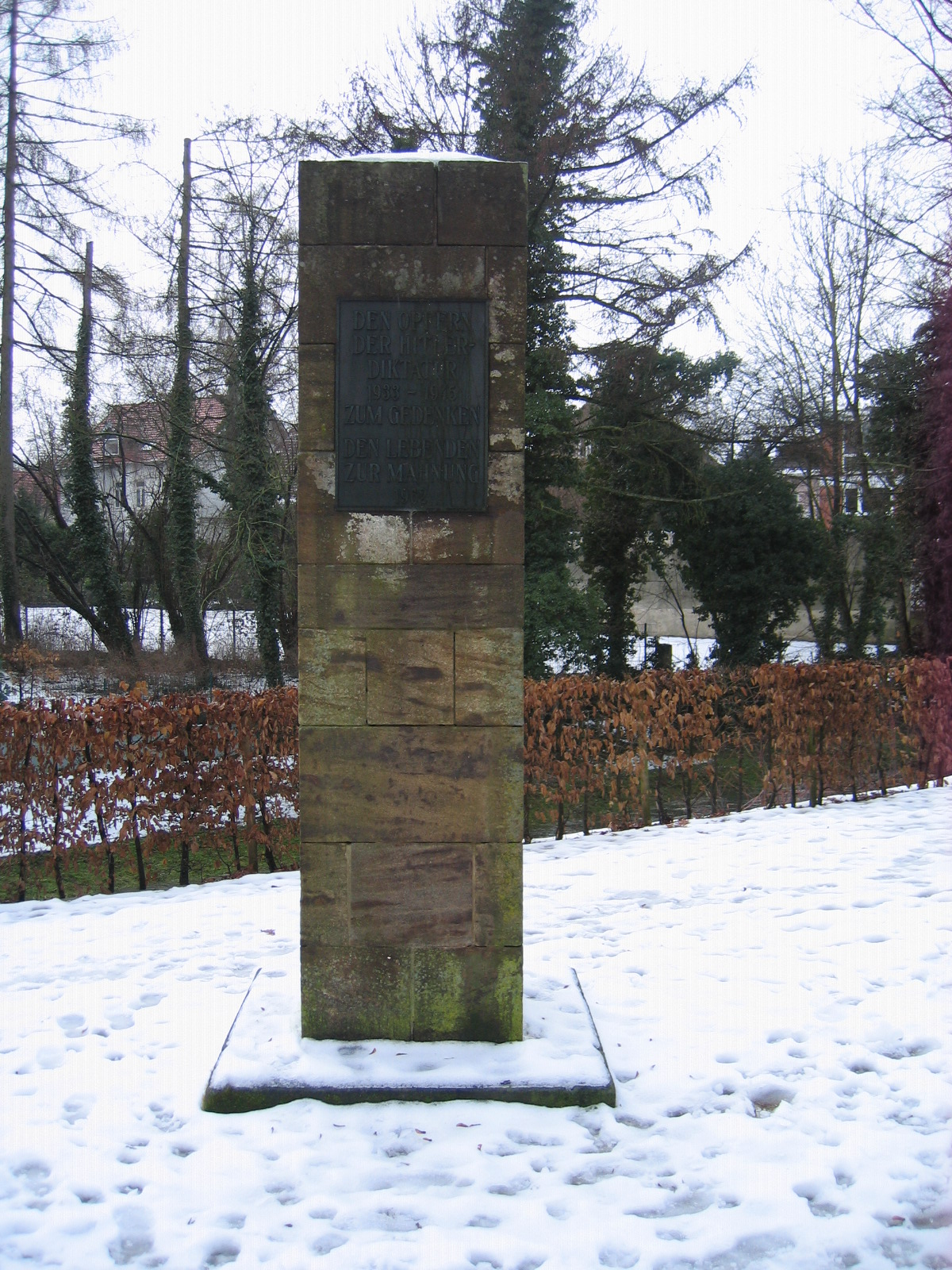
Mahnmal am Deichtorwall (2010)

Das erste Deichtor entstand in der ersten Hälfte des 13. Jahrhunderts. Heute gibt es dort nur noch eine Brücke über den Stadtgraben im Verlauf der Bielefelder Straße. Diese heutige Deichtorbrücke wurde 1877 erbaut und 1931 gemeinsam mit den Anschlussstraßen Deichtorstraße und Bielefelder Straße verbreitert. Die Deichtorstraße verlief zwischen der Deichtorbrücke und der Radewiger Straße und wurde 1936 der Bielefelder Straße zugeschlagen, die bis dahin erst ab dem Deichtor in Richtung Bielefeld verlief.
Von Osten her endet am Deichtor der Wall „Unter den Linden“. Auf der anderen Seite der Bielefelder Straße beginnt der Deichtorwall, der auf der gesamten Länge parallel zum Stadtgraben verläuft. Lediglich das Daniel-Pöppelmann-Haus, das als einziges Gebäude auf der Westseite des Walls steht, umfließt der Stadtgraben in einem Bogen, so dass dort Wall und Stadtgraben nicht direkt nebeneinander liegen. Der Museumsgarten, in dem das Gebäude steht, wurde auf den Resten eines Rondells, einer ehemaligen Bastion der Stadtbefestigung angelegt. Das Gelände ist im Süden und Westen vom Stadtgraben umgeben. Neben dem Gebäude steht seit 1962 ein Mahnmal mit der Aufschrift: Den Opfern der Hitler-Diktatur 1933–1945 zum Gedenken, den Lebenden zur Mahnung.
Am Daniel-Pöppelmann-Haus überquert in Verlängerung der Brudtlachtstraße seit etwa 1900 eine Fußgängerbrücke den Stadtgraben. Sie wurde letztmals 1976 neugebaut und verbindet die Innenstadt im Bereich des Gänsemarktes mit der Kreishausstraße, so dass unter anderem die Mitarbeiter der Kreisverwaltung, des Finanzamts und der Firma Brax Leineweber die Innenstadt auf kurzem Weg erreichen können.
Der Deichtorwall war das erste Wallstück, das ab 1883 als Promenade fertiggestellt wurde. Auf der Nordostseite und der Ostseite des Deichtorwalls stehen einzelne Häuser und Villen. Hinter den Gebäuden auf der Ostseite verläuft zwischen der Steinstraße und der Brudtlachtstraße die Kleine Mauerstraße entlang der ehemaligen Stadtmauer.

### Steintorwall und Steintor

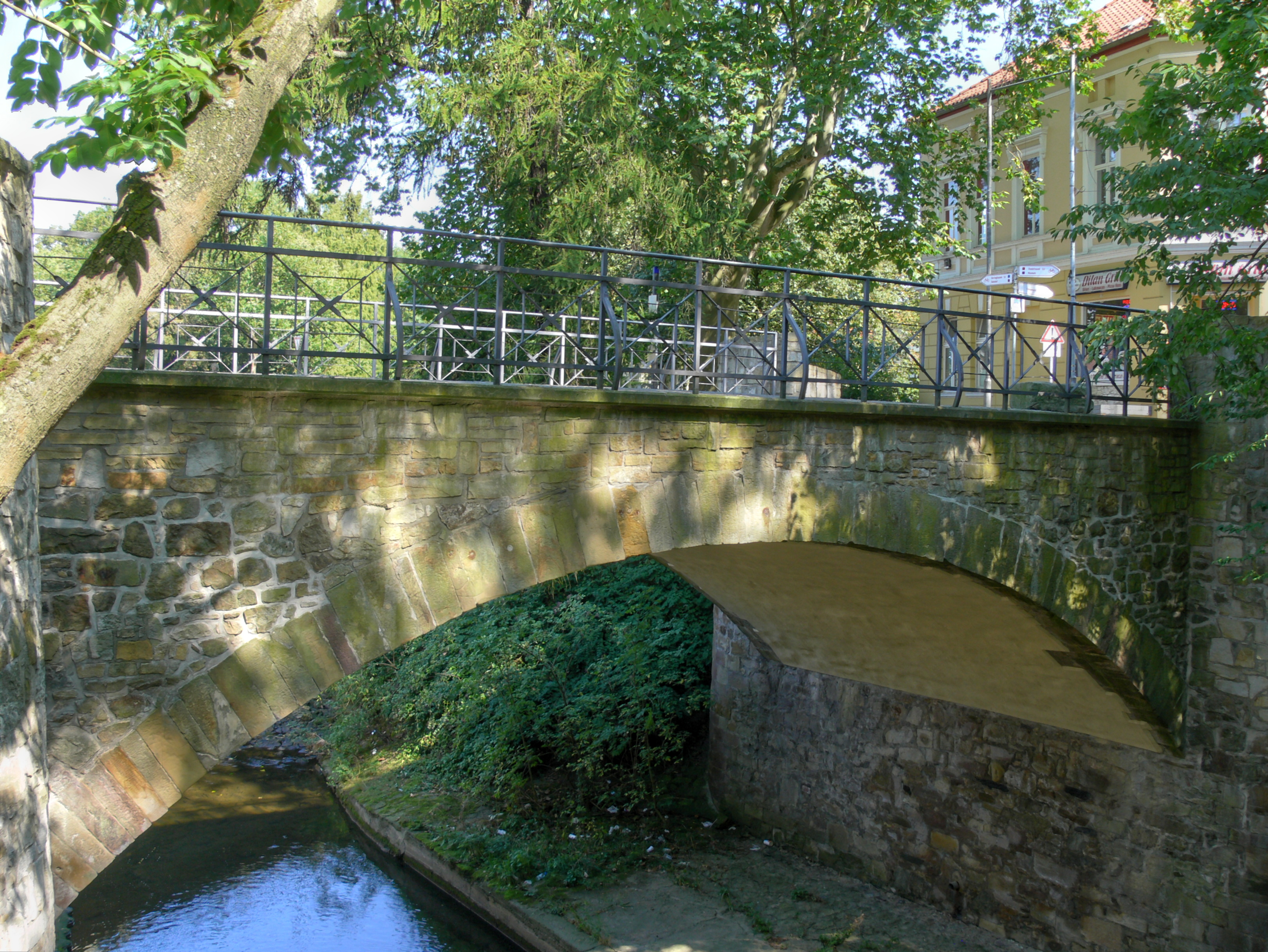
Steintorbrücke (2012)

Das Steintor war eins der fünf Herforder Stadttore. Im Mittelalter befand sich dort eine Vier-Turm-Anlage mit zwei steinernen und einer hölzernen Zugbrücke über den Stadtgraben. Die Holzbrücke konnte im Falle eines Überfalls oder einer Belagerung hochgezogen werden. Bis ins 19. Jahrhundert befand sich dort, wie auch an den anderen Stadttoren, ein Torwärterhäuschen, an dem auswärtige Händler und Besucher Zoll für die Nutzung der innerstädtischen Straßen zahlen mussten. Die heutige Steintorbrücke, die über den Stadtgraben führt, wurde 1808 gebaut und 1884 verbreitert, nachdem der Verkehr nach Inbetriebnahme des Herforder Bahnhofs im Jahr 1847 erheblich zugenommen hatte. Sie ist die älteste erhaltene Brücke der Stadt und ist nur noch für Fußgänger zugängig.
Am Steintor treffen sich unweit des Bahnhofs der Deichtorwall und der Steintorwall sowie die Steinstraße. Zum Bahnhof gelangt man von der Innenstadt über zwei Rad- und Fußwegunterführungen mit mehreren Zugängen unter der Ende der 1970er Jahre großzügig ausgebauten Steintorkreuzung. In Richtung Osten verläuft die in dem Zusammenhang vierstreifig ausgebaute Straße „Auf der Freiheit“, die sich nach Überquerung der Aa in der Altstadt bis zum Stephansplatz fortsetzt.

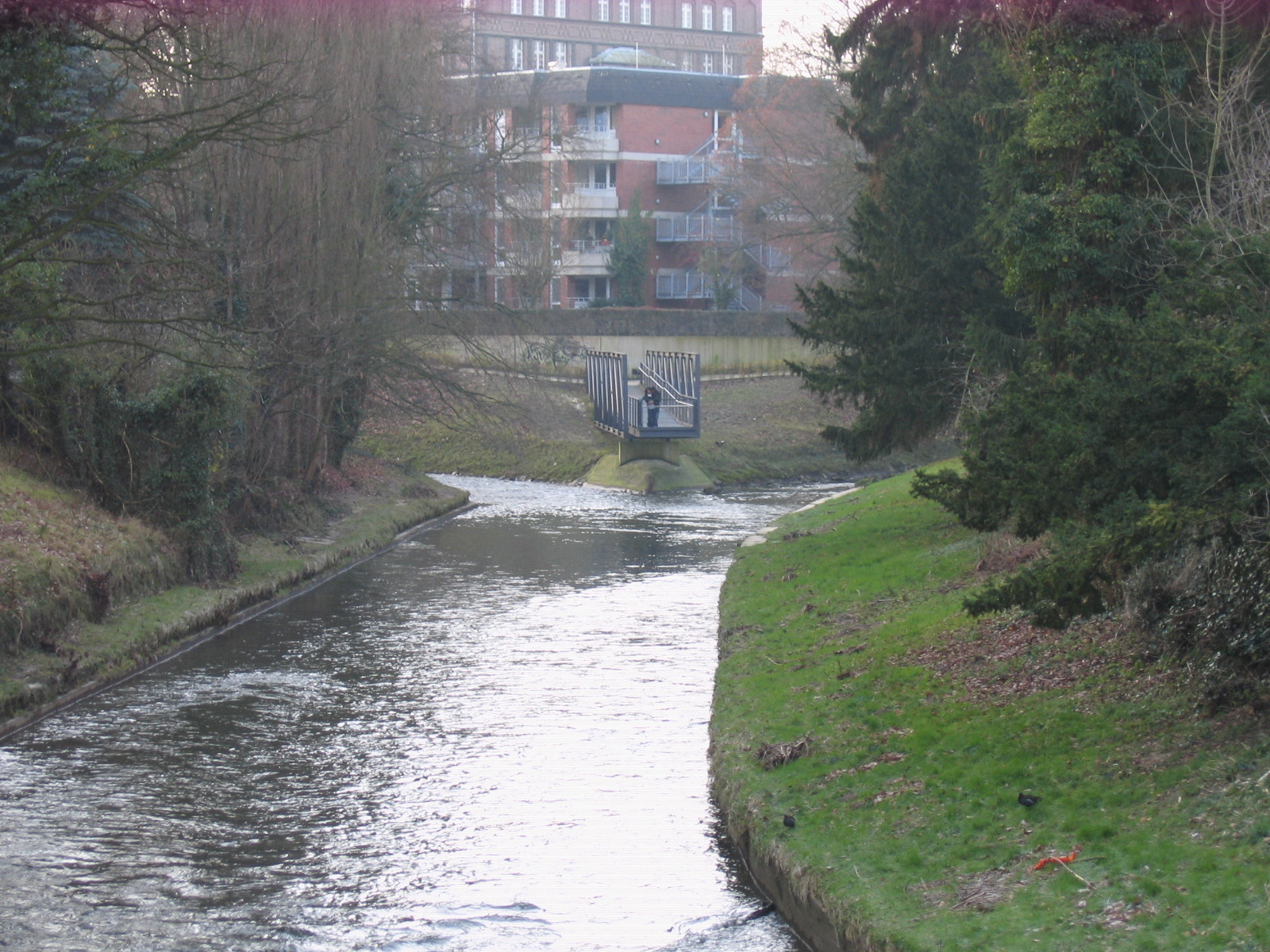
Wallsteg (2009)

Der Steintorwall verläuft in einem Bogen vom Steintor parallel zum Stadtgraben. Auf der Südseite des Walls steht eine Seniorenwohnanlage des Johanneswerks, die gebaut worden war, nachdem das neuere Gebäude des Kreiskrankenhauses abgebrochen worden war. Das ältere Gebäude aus dem Jahr 1929 wird seit dem Neubau des Klinikums im Jahr 1973 als Technisches Rathaus genutzt. An der Stelle, an der der Stadtgraben wieder in die Aa mündet, wurde im August 2008 trotz erheblichen Widerstands der Bevölkerung der Wallsteg gebaut. Es handelt sich um eine begehbare Stahlkonstruktion, die vom Steintorwall über die Aa ragt und als Aussichtsplattform dient. Kurz dahinter überquert der Steintorwall über die Freyabrücke die Aa. Die Brücke wurde nach Feya Grote benannt, einer Schwester von Herta Grote, nach der die Hertabrücke benannt wurde. Der Vater war von 1898 bis 1915 Kreisbaumeister (siehe im Abschnitt Unter den Linden). Bis zur Arndtstraße verläuft der Wall hier parallel zum einzigen nicht verfüllten Abschnitt der Bowerre.

### Schulwall
Schulwall wird das restliche Wallstück zwischen der Arndtstraße und dem Wilhelmsplatz genannt. Es ist nicht etwa nach der dort stehende Bürgerschule Wilhelmsplatz, der heutigen Wilhelm-Oberhaus-Schule benannt, sondern nach der Scholen- oder Schulenpforte, wobei das mittelhochdeutsche Wort „sculen“, „scuolen“ oder „schulen“ sich verbergen bedeutet. Die Schulenpforte war eine dem Feind verborgene Notpforte. An der Schulenpforte verlief die Arndtstraße über die Bügelbrücke, die hier die Bowerre überquerte. Nach der Zuschüttung der Bowerre im Jahr 1972 wurde der Brückenbogen nicht abgebrochen, sondern lediglich verfüllt. Der Schulwall ist das kürzeste Wallstück der Stadt.

## Veranstaltungen

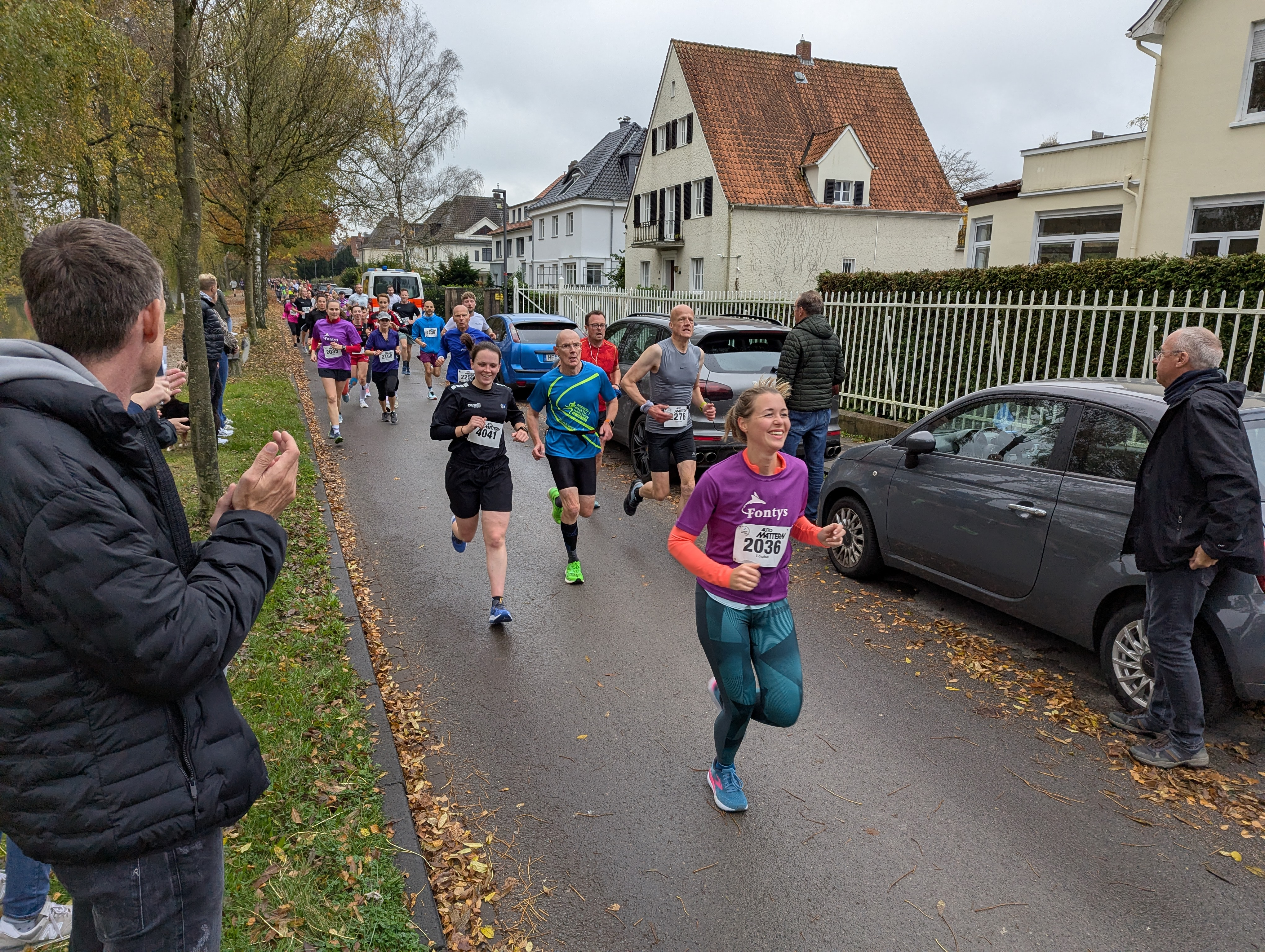
Herforder Wällelauf (2024)

Seit 2011 findet auf dem Wall jährlich im Herbst der Auto-Mattern Wälle-Lauf mit über 1500 Teilnehmern statt. Start und Ziel sind im Ludwig-Jahn-Stadion. Angeboten werden ein Schüler- oder Bambini Lauf, ein Firmenlauf (6,8 km) und der eigentliche Auto Mattern Wälle Lauf über die traditionellen zwei Wallrunden (10 Kilometer).